# 1. makedonska brigada (NOVJ)
Za druge 1. brigade glejte 1. brigada.
1. makedonska brigada je bila brigada v sestavi Narodnoosvobodilne vojske in partizanskih odredov Jugoslavije in ki je delovala med drugo svetovno vojno na področju Kraljevine Jugoslavije.

## Zgodovina
Brigada je bila ustanovljena 8. junija 1944 v vasi Lokov pri Strugi. Brigada je ob ustanovitvi štela približno 500 borcev. Brigada je sodelovala v bojih z nemškimi in albanskimi enotami v okolici Ohrida, Struge in Debra.
6. decembra 1944 se je priključila enotam 48. divizije, divizija pa je postala del 15. korpusa. Od januarja 1945 je delovala na področju sremske fronte v okolici Vinkovcev. Sodelovala je pri osvoboditvi Zagreba, nakar se je pomaknila proti Sloveniji.
Med 20. in 26. junijem 1945 se je vrnila v Skopje.

## Organizacija
- štab
- 3x bataljon